# サレジアン・シスターズ
サレジアン・シスターズ（伊: Figlie di Maria Ausiliatrice、英: Daughters of Mary Help of Christians、英: Salesian Sisters of Don Bosco、正式名称：扶助者聖母会、略称：F.M.A.）は、北イタリアの聖女マリア・マザレロによって1872年に結成されたカトリック教会の女子修道会。

## 歴史
創立者マリア・ドメニカ・マザレロは、北イタリア北部のアレッサンドリア州モルネーゼで、1837年に生まれた。信仰深い両親のもとで成長し、村の司祭であったドミニコ・ペスタリーノ神父の指導のもと、最初の生徒の一人として信心会「無原罪の聖母会」に加わり、薫陶を受けた。1860年にイタリア全土をチフスが襲った際、村人の世話を献身的に行ったが自身も病に倒れ、生死の境をさまよった。その後奇跡的に回復した彼女は、人生で何をなすべきかを深く考え、親友ペトロニッラとともに村の娘たちのための裁縫教室を開いて、教育の場とした。ヨハネ・ボスコとの摂理的な出会いを通じて、1872年に共同で女子修道会を創立し、扶助者聖マリアへの感謝の生きた記念碑として、同会を「扶助者聖母会」と名付けた。
1874年のボルゴ・サン・マルティーノ支部の開設を皮切りに、修道会は1879年にはトリノに、また1887年にはフランスのニース、南米ウルグアイに宣教女を送り、さまざまな困難と取り組みながら発展した。1881年5月14日、マリア・ドメニカ・マザレロ死去。1951年列聖。

## 日本での活動
1929年にヴィンチェンツォ・チマッティ神父の招きにより来日。1929年に扶助者聖マリア修道院（宮崎）、1940年に星美学園（東京）、1953年には城星学園（大阪）を創立し、カトリック精神に基づいた幅広い教育活動を行っている。

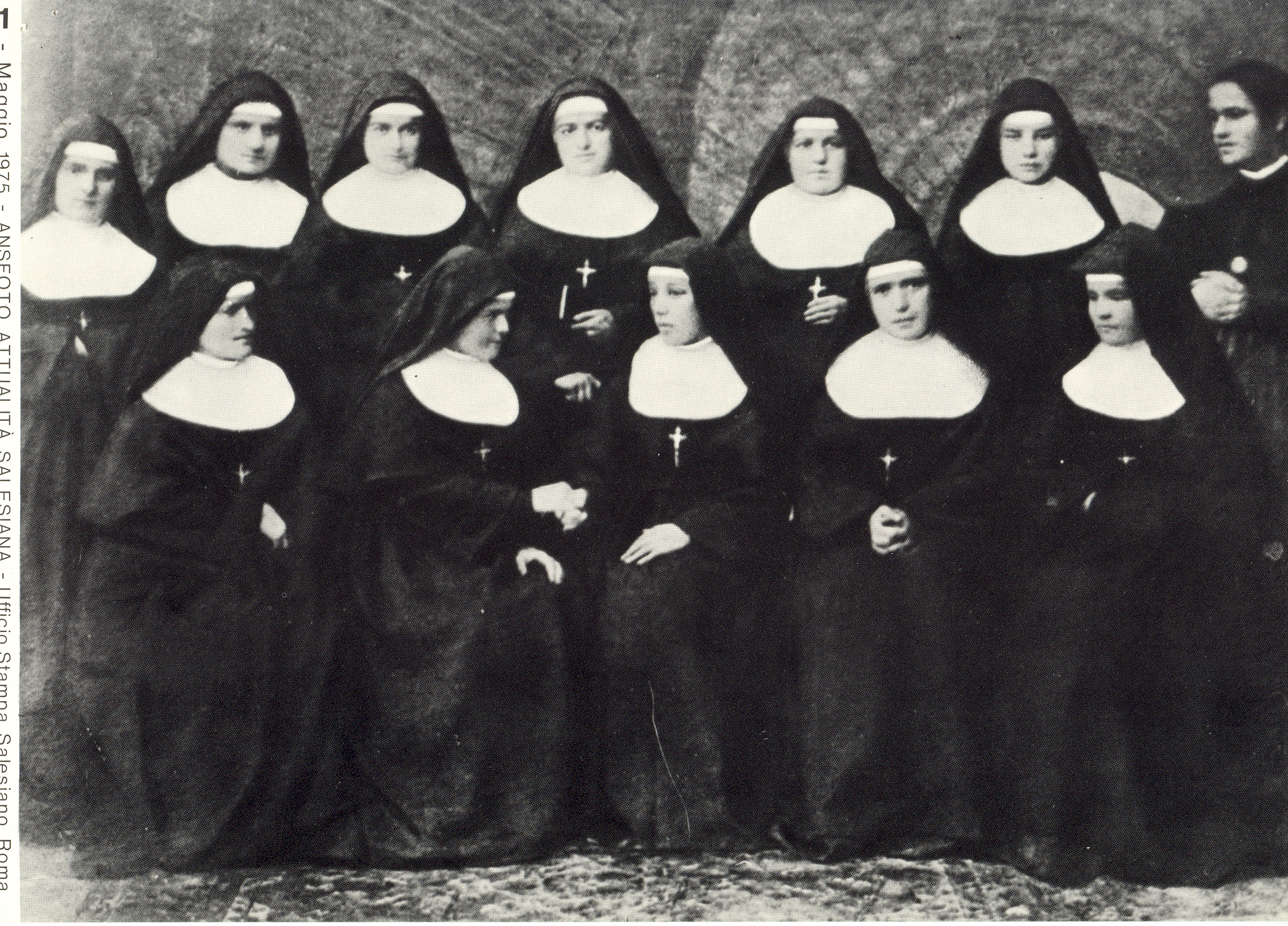
サレジアン・シスターズ　1879年

## 日本管区本部　所在地
〒182-0017 東京都調布市深大寺元町3-21-1　